# Лошаков, Владимир Григорьевич
Владимир Григорьевич Лошаков — советский учёный в области агрономии и земледелия, доктор сельскохозяйственных наук, профессор, заслуженный деятель науки РФ.

## Биография
Родился 2 июля 1936 года в поселке Чехирово Попаснянского района Ворошиловградской области.
Окончил среднюю школу в городе Донской Тульской области (1953) и Московскую сельскохозяйственную академию им. К. А. Тимирязева по специальности учёный агроном (1958). По распределению работал на Судогодском опытном поле по люпину во Владимирской области.
С 1961 года учился в аспирантуре кафедры земледелия и методики опытного дела МСХА им. К. А. Тимирязева (1963—1964 на стажировке в ГДР), в 1965 году защитил кандидатскую диссертацию и работал там же, занимался организацией учхоза «Михайловское».
В 1966—1968 гг. референт-переводчик по сельскому хозяйству посольства СССР в ФРГ.
С 1968 г. снова в МСХА, работал на кафедре земледелия и методики опытного дела: ассистент и старший преподаватель (1968—1970), доцент (1970—1983), профессор (1983—2009).
В 1982 г. защитил докторскую диссертацию:
- Промежуточные культуры как фактор интенсификации земледелия и окультуривания дерново-подзолистых почв: диссертация … доктора сельскохозяйственных наук : 06.01.01. — Москва, 1981. — 406 с. : ил.

Более 30 лет читал курсы «Общая методика обучения агрономии» и «Методика преподавания земледелия» на педагогическом факультете, и 13 лет был деканом этого факультета.
Умер 25 марта 2022 года.

## Награды
Награждён медалями России и ВДНХ, а также именной медалью Альбрехта Тэера (Германия), медалью Варшавской сельскохозяйственной академии (Польша), Почётной грамотой Берлинского университета имени Гумбольдта.

## Научные труды
Автор более 350 публикаций, в том числе:
- Земледелие : Учеб. для студентов вузов по агроном. специальностям [Г. И. Баздырев, В. Г. Лошаков, А. И. Пупонин и др.]; Под ред. А. И. Пупонина. — М. : КолосС, 2002. — 549, [1] с. : ил., табл.; 21 см. — (Учебники и учебные пособия для студентов высших учебных заведений).; ISBN 5-9532-0020-X
- Системы земледелия в нечернозёмной зоне [Текст] / В. Г. Лошаков, канд. с.-х. наук. — Москва : Знание, 1976. — 64 с.; 20 см. — (Новое в жизни, науке, технике. Серия «Сельское хозяйство» № 8).
- Методика обучения предмету «Земледелие с почвоведением» : [Для пед. фак. с.-х. вузов и преподавателей сред. спец. учеб. заведений по агр. спец.] / В. Г. Лошаков, М. В. Стратонович, И. Н. Осокина; Под ред. В. Г. Лошакова. — М. : Агропромиздат, 1989. — 202,[4] с. : ил.; 20 см.
- Севооборот и плодородие почвы [Текст] / В. Г. Лошаков; под ред. В. Г. Сычева ; Российская акад. с.-х. наук, Гос. науч. учреждение Всероссийский науч.-исслед. ин-т агрохимии им. Д. Н. Прянишникова Россельхозакадемии. — Москва : ВНИИА, 2012. — 512 с. : ил., табл.; 21 см; ISBN 978-5-9238-0134-7